# Mictochroa caulea
Mictochroa caulea är en fjärilsart som beskrevs av William Schaus 1929. Mictochroa caulea ingår i släktet Mictochroa och familjen nattflyn. Inga underarter finns listade i Catalogue of Life.